# Halina Bašlakova
Halina Bašlakova (in bielorusso Галіна Башлакова? in russo Галина Башлакова?, Galina Bašlakova; 19 marzo 1973) è una pentatleta bielorussa.

## Palmarès
In carriera ha conseguito i seguenti risultati:
- Mondiali:

Budapest 1999: bronzo nel pentathlon moderno staffetta a squadre.
Pesaro 2000: bronzo nel pentathlon moderno staffetta a squadre.
Mosca 2004: argento nel pentathlon moderno a squadre.
- Europei

Varsavia 1998: oro nel pentathlon moderno staffetta a squadre.
Sofia 2001: argento nel pentathlon moderno a squadre e staffetta a squadre.